# Carlo Morici
Carlo Morici (Mesina, Italia, 8 de julio de 1974) es un botánico italiano especializado en Arecaceae (palmeras). Reside desde 1995 en Santa Cruz de Tenerife, Canarias. También es conocido por sus proyectos de paisajismo.

## Actividad académica
Realiza actividad de investigación científica en el Grupo de Ecología Insular, dentro del Departamento de Ecología de la Universidad de La Laguna, en Tenerife. Su campo de actuación ha abarcado varios países, pero la investigación se ha focalizado sobre Phoenix canariensis y las especies de palmeras originarias del Caribe, con especial dedicación al género Coccothrinax.
En 2006 Morici junto con el botánico cubano Raúl Verdecia, ha descrito Coccothrinax torrida, una nueva especie de palmera endémica de la costa árida de Guantánamo, en Cuba.
Morici también trabaja como diseñador de parques y jardines. Entre sus obras destacan el Parque Central de Aronay el Palmetum de Santa Cruz de Tenerife. Participó en el Palmetum como botánico durante los primeros años del parque (1996-1999). Luego diseñó y plantó nuevas secciones, como las áreas dedicadas a las floras de Nueva Caledonia, Hawái y Norteamérica, y los jardines de los taludes orientados al Sur.

## Algunas publicaciones
- Palmeras e islas, trabajo en castellano sobre la biogeografía de las palmeras en las islas del mundo.[2]

- La palmera canaria: Phoenix canariensis. Artículo en la revista "Rincones del Atlántico", sobre la especie en su hábitat.[3]
- Artículo sobre Coccothrinax boschiana en la revista "Palms", en inglés.[4]
- Descripción de la nueva especie de palmera Coccothrinax torridaen la revista Brittonia.[1]

- «Carlo Morici». Índice Internacional de Nombres de las Plantas (IPNI). Real Jardín Botánico de Kew, Herbario de la Universidad de Harvard y Herbario nacional Australiano (eds.).
- La abreviatura «Morici» se emplea para indicar a Carlo Morici como autoridad en la descripción y clasificación científica de los vegetales.[5]